# Itupeva (ort)
Itupeva är en ort i Brasilien.   Den ligger i kommunen Itupeva och delstaten São Paulo, i den sydöstra delen av landet, 800 km söder om huvudstaden Brasília. Itupeva ligger 676 meter över havet och antalet invånare är 20 605.
Terrängen runt Itupeva är huvudsakligen platt. Itupeva ligger nere i en dal. Runt Itupeva är det tätbefolkat, med 319 invånare per kvadratkilometer.. Närmaste större samhälle är Indaiatuba, 17,3 km väster om Itupeva.
Omgivningarna runt Itupeva är en mosaik av jordbruksmark och naturlig växtlighet.